# Calm Like a Bomb
Calm Like a Bomb è un singolo del gruppo rap metal statunitense Rage Against the Machine, pubblicato nel 2000 ed estratto dall'album The Battle of Los Angeles.

## Tracce
1. Calm Like a Bomb